# 娜塔莎·杜舍夫-亚尼奇
娜塔莎·杜舍夫-亚尼奇（1982年6月24日—），塞尔维亚、匈牙利女子皮划艇运动员。她曾代表南斯拉夫、匈牙利参加2000年、2004年、2008年、2012年和2016年夏季奥林匹克运动会皮划艇比赛，共获得三枚金牌、二枚银牌和一枚铜牌。